# تريزا شواجل
تريزا شواجل (بالإنجليزية: Theresa Schwegel)‏‏ (20 يوليو 1975 في ألغانكوئين - ) روائية من الولايات المتحدة.

## الجوائز
- جائزة إدغار